# Catagramma denina
Catagramma denina är en fjärilsart som beskrevs av William Chapman Hewitson 1858. Catagramma denina ingår i släktet Catagramma och familjen praktfjärilar. Inga underarter finns listade i Catalogue of Life.